# Hardwick (Minnesota)
Hardwick és una població dels Estats Units a l'estat de Minnesota. Segons el cens del 2000 tenia 222 habitants.

## Demografia
Segons el cens del 2000, Hardwick tenia 222 habitants, 96 habitatges, i 62 famílies. La densitat de població era de 49,3 habitants per km².
Dels 96 habitatges en un 29,2% hi vivien nens de menys de 18 anys, en un 49% hi vivien parelles casades, en un 10,4% dones solteres, i en un 35,4% no eren unitats familiars. En el 32,3% dels habitatges hi vivien persones soles el 19,8% de les quals corresponia a persones de 65 anys o més que vivien soles. El nombre mitjà de persones vivint en cada habitatge era de 2,31 i el nombre mitjà de persones que vivien en cada família era de 2,92.
Per edats la població es repartia de la següent manera: un 27,5% tenia menys de 18 anys, un 4,5% entre 18 i 24, un 24,3% entre 25 i 44, un 23,4% de 45 a 60 i un 20,3% 65 anys o més.
L'edat mediana era de 40 anys. Per cada 100 dones de 18 o més anys hi havia 91,7 homes.
La renda mediana per habitatge era de 29.583 $ i la renda mediana per família de 37.813 $. Els homes tenien una renda mediana de 30.556 $ mentre que les dones 23.750 $. La renda per capita de la població era de 13.822 $. Entorn del 8,3% de les famílies i el 12,8% de la població estaven per davall del llindar de pobresa.

## Poblacions més properes
El següent diagrama mostra les poblacions més properes.